# Saint-Barthélemy (Quebec)
Saint-Barthélemy es un municipio parroquial canadiense situado en la provincia de Quebec.

## Superficie
Saint-Barthélemy tiene una superficie de 105,36 km².

## Demografía
En 2021, tenía 2087 habitantes, una densidad poblacional de 19,8 hab./km², y 1072 viviendas.